# Littleville (Alabama)
Littleville és una població dels Estats Units a l'estat d'Alabama. Segons el cens del 2000 tenia 978 habitants.

## Demografia
Segons el cens del 2000, Littleville tenia 978 habitants, 395 habitatges, i 297 famílies. La densitat de població era de 74,8 habitants/km².
Dels 395 habitatges en un 31,9% hi vivien nens de menys de 18 anys, en un 65,1% hi vivien parelles casades, en un 8,6% dones solteres, i en un 24,6% no eren unitats familiars. En el 21,8% dels habitatges hi vivien persones soles el 8,6% de les quals corresponia a persones de 65 anys o més que vivien soles. El nombre mitjà de persones vivint en cada habitatge era de 2,48 i el nombre mitjà de persones que vivien en cada família era de 2,89.
Per edats la població es repartia de la següent manera: un 23,7% tenia menys de 18 anys, un 7,3% entre 18 i 24, un 30,5% entre 25 i 44, un 26% de 45 a 60 i un 12,6% 65 anys o més.
L'edat mediana era de 38 anys. Per cada 100 dones hi havia 94,8 homes. Per cada 100 dones de 18 o més anys hi havia 92,3 homes.
La renda mediana per habitatge era de 32.583 $ i la renda mediana per família de 35.913 $. Els homes tenien una renda mediana de 31.852 $ mentre que les dones 21.250 $. La renda per capita de la població era de 14.372 $. Aproximadament l'11,1% de les famílies i el 13,1% de la població estaven per davall del llindar de pobresa.

## Poblacions més properes
El següent diagrama mostra les poblacions més properes.